# Dịch vụ ăn uống

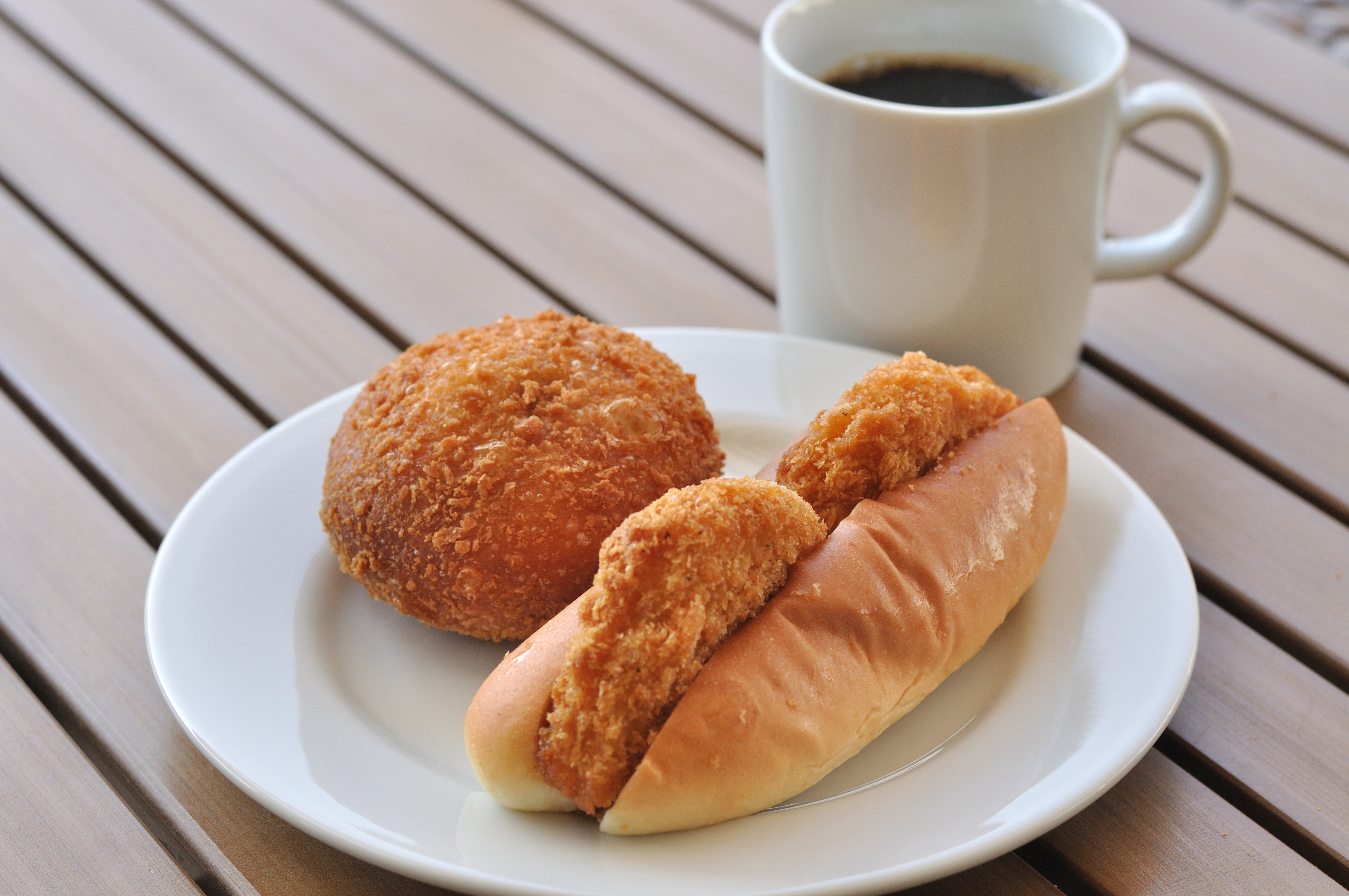
Một bữa ăn do dịch vụ cung cấp

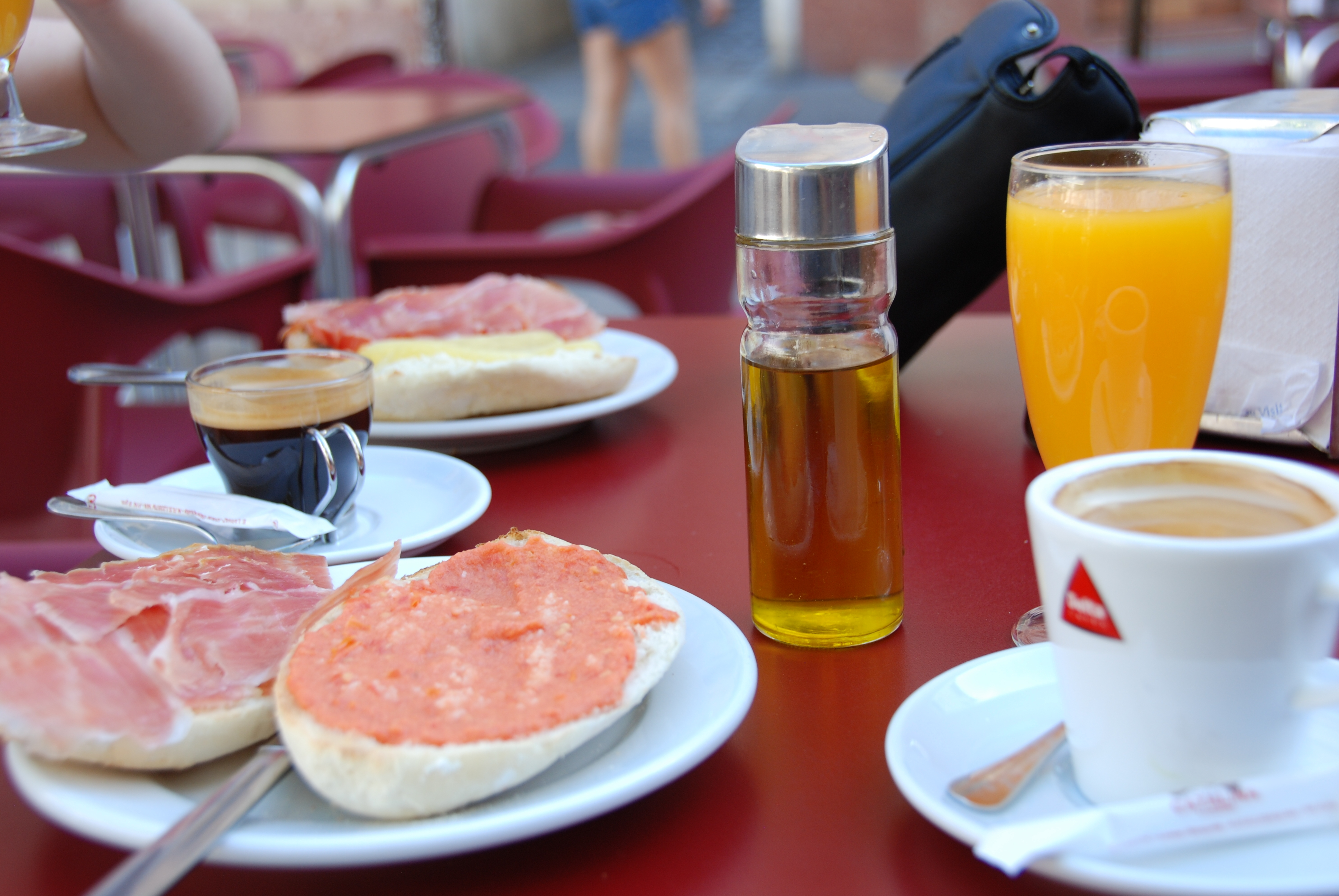
Sản phẩm của dịch vụ ăn uống

Dịch vụ ăn uống (Foodservice hay Catering) còn gọi là Kinh doanh ẩm thực hay ngành F&B là ngành công nghiệp dịch vụ với sự tham gia của các doanh nghiệp, tổ chức và công ty, xí nghiệp đảm trách khâu chế biến và phục vụ bữa ăn theo nhu cầu của thực khách. Các thực thể tham gia chuỗi cung ứng dịch vụ này gồm hệ thống các nhà hàng, cửa hàng, cửa hàng tạp hóa, nhà hàng thức ăn nhanh, quán cà phê, căn tin ở trường học (cung ứng các bữa ăn học đường) và bệnh viện, hoạt động tiệc tùng chiêu đãi, tiệc cưới, tiệc sinh nhật, liên hoan và nhiều hình thức ăn uống khác. Các nhà cung cấp cho các nhà điều hành dịch vụ thực phẩm là các nhà phân phối dịch vụ ăn uống, những người cung cấp các mặt hàng nhỏ lẻ (đồ dùng nhà bếp) và cung ứng nguyên liệu, thực phẩm. Một số công ty sản xuất sản phẩm ở cả các sản phẩm dịch vụ dành cho người tiêu dùng và dịch vụ ăn uống. Các sản phẩm dịch vụ dành cho người tiêu dùng thường có sẵn dưới hình thức các gói có kích thước riêng lẻ với thiết kế nhãn hiệu công phu để chuyển vào phân khúc khâu bán lẻ.

## Vai trò
Hệ thống thực phẩm, bao gồm dịch vụ ăn uống và bán lẻ thực phẩm đã cung cấp 1,24 nghìn tỷ đô la tiền thức ăn đồ uống chỉnh tính riêng trong năm 2010 tại Hoa Kỳ, trong đó 594 tỷ đô la được cung cấp từ các cơ sở dịch vụ thực phẩm và được USDA định nghĩa là bất kỳ nơi nào chế biến thực phẩm để tiêu thụ ngay tại chỗ, bao gồm các địa điểm không chủ yếu tham gia vào việc phân phối bữa ăn như các cơ sở giải trí và cửa hàng bán lẻ. Các nhà hàng phục vụ bữa ăn và nhà hàng thức ăn nhanh chiếm 77% tổng doanh số bán dịch vụ thực phẩm, trong đó các nhà hàng phục vụ đầy đủ chỉ chiếm nhiều hơn một chút so với thức ăn nhanh vào năm 2010. Theo Hiệp hội Nhà hàng Quốc gia, xu hướng ngày càng tăng trong số người tiêu dùng Hoa Kỳ đối với ngành dịch vụ thực phẩm là ẩm thực toàn cầu với 66% người tiêu dùng Hoa Kỳ ăn uống đa dạng hơn vào năm 2015 so với năm 2010, 80% người tiêu dùng ăn các món ăn dân tộc ít nhất một lần một tháng và 29% thử một món ăn đặc sản mới vào năm 2016. Tính đến năm 2015, quy mô thị trường nhà phân phối dịch vụ thực phẩm là 231 tỷ đô la tại Hoa Kỳ; thị trường rộng toàn quốc do US Foods và Sysco kiểm soát, cả hai công ty này chiếm 60-70% thị phần và đã bị FTC ngăn chặn sáp nhập vì lý do quyền lực thị trường.

## Tiêu chuẩn
Thực phẩm phục vụ ăn uống thường có hàm lượng calo cao hơn và hàm lượng các chất dinh dưỡng quan trọng thấp hơn so với những bữa ăn được chế biến tại nhà. Nhiều nhà hàng, bao gồm cả các nhà hàng thức ăn nhanh, đã thêm nhiều món salad, rau và trái cây hơn vào thực đơn một cách tự nguyện hoặc theo luật pháp địa phương để được dán nhãn dinh dưỡng. Tại Hoa Kỳ, FDA đang tiến tới việc thiết lập các hướng dẫn thống nhất cho việc dán nhãn thức ăn nhanh và nhà hàng, các quy tắc đề xuất của cơ quan này đã được công bố vào năm 2011 và các quy định cuối cùng được công bố vào ngày 1 tháng 12 năm 2014, thay thế các điều khoản dán nhãn thực đơn của tiểu bang và địa phương, có hiệu lực từ ngày 1 tháng 12 năm 2015. Việc ăn một bữa xa nhà mỗi tuần tương đương với việc tăng thêm 2 pound mỗi năm hoặc tăng 134 calo mỗi ngày và giảm chất lượng chế độ ăn uống xuống 2 điểm trên Chỉ số ăn uống lành mạnh. Việc cung cấp thực phẩm an toàn cho dịch vụ thực phẩm nêu rõ các yêu cầu về thiết kế, triển khai và duy trì các chương trình tiên quyết (PRP) để hỗ trợ kiểm soát các mối nguy đối với vấn đề vệ sinh an toàn thực phẩm trong cung ứng dịch vụ ăn uống. Một tiêu chuẩn kỹ thuật, thông số kỹ thuật được cung cấp dưới dạng tiêu chuẩn quốc tế trong danh mục: ISO/TS 22002-2:2013 Các chương trình tiên quyết về an toàn thực phẩm — Phần 2: Dịch vụ ăn uống. Thông số kỹ thuật này là một phần của bộ tiêu chuẩn ISO 22000. Phạm vi bao gồm dịch vụ ăn uống, dịch vụ ăn uống trên máy bay, dịch vụ ăn uống trên tàu hỏa, tiệc chiêu đãi, trong số những dịch vụ khác, tại các đơn vị trung tâm và vệ tinh, phòng ăn, căn tin của trường học và ngành công nghiệp, bệnh viện và cơ sở chăm sóc sức khỏe, khách sạn, nhà hàng, quán cà phê, dịch vụ thực phẩm và cửa hàng thực phẩm.